# Holger Ehlert
Holger Ehlert, född 1964 i Gelsenkirchen, Nordrhein-Westfalen, är en tysk travtränare som är verksam i Italien. Han är känd för att ha hamnat i dopningsskandaler ett flertal gånger med sina hästar. Han har även misstänkts för att varit inblandad i uppgjorda lopp i italiensk travsport.
Ehlert har flera gånger tävlat i Sverige, och under 2013 startade han även en filial på en gård i Märsta, norr om Stockholm.
Han har till 2019 deltagit i fem upplagor av Elitloppet (2002, 2004, 2005, 2006 (med två hästar) och 2013. 
I juli 2020 opererade Ehlert bort en hjärntumör.

## Dopningsskandaler

### Elitloppet 2006
Tillsammans med hästen Lets Go deltog Ehlert i 2006 års upplaga av Elitloppet. I loppet kördes hästen av Enrico Bellei. I försöksheatet slutade ekipaget på en fjärdeplats, och kvalificerade sig därmed till finalen. I finalen skar den franska hästen Jag de Bellouet mållinjen som etta, och Lets Go, som var spelad till 233 gånger pengarna, skar mållinjen som tvåa. Det framkom senare efter att dopingprov tagits att både Jag de Bellouet och Lets Go var dopade, vilket gjorde att båda ekipagen förlorade sina placeringar i både kval och finalheat. Även prispengarna från finalen förlorades, men eftersom det inte togs något dopingprov efter kvalheatet fick de behålla de prispengarna. Ehlert erkände senare att han gett Lets Go det blodtryckssänkande medlet i drygt ett halvår, och att medlet fåtts på recept i Italien, men inte på något sätt varit otillåtet.
Ehlert blev åter fälld för dopning då hans häst Edgar Bi vunnit ett större lopp på Vincennesbanan i Paris den 23 maj 2006. Dopningsprovet innehöll det förbjudna medlet etakrynsyra, samma medel som Lets Go visat utslag på.
Det dröjde ända till 2013 innan Ehlert blev inbjuden till Elitloppet igen, då deltog han med Nesta Effe, som kördes av Roberto Vecchione.
Ehlert har på senare tid blivit bannlyst av Solvalla för sin dopningshistorik, bland annat för dopingskandalen i Elitloppet 2006 med Lets Go.

### Dopingskandalen 2016
Ehlert hamnade på nytt i blåsväder i början på 2017, då positiva dopningsprov tagits på hästen Urlo Jet. Substanserna som påträffades i proverna var bensoylekgonin och ekgonin metylester, som vanligtvis finns i kokain. Ehlert dömdes i april 2017 till böter och lång avstängning, men lyckades sedan att få domen hävd.

### Dopingskandalen 2017
Tillsammans med hästarna Ringostarr Treb och Unicorno Slm reste Ehlert till Sverige och Elitloppshelgen på Solvalla. Ringostarr Treb deltog i Sweden Cup, där han vann sitt försöksheat och slutade på en tredjeplats i finalheatet. Unicorno Slm deltog i Fyraåringseliten, där han slutade oplacerad. Två dagar senare stänges båda hästarna av i Italien, på grund av att positiva test för ämnet fenylbutazon hade gjorts efter starter som hästarna gjort i mars samma år. Inga dopningsprover togs i samband med Sverigebesöket.
Efter den långa avstängningen flyttades Ringostarr Treb till Jerry Riordans träning i Sverige.

### Dopingskandalen 2019
Efter en seger i Turin den 28 juni 2019 testades Ehlerts häst Valent Sf positivt för substansen hydroflumetazid, ett förbjudet ämne som används för sina vätskedrivande egenskaper. Det italienska lantbruksdepartementet stängde av Valent Sf från tävling under en månad medan en utredning pågick.

## Segrar i större lopp
| År   | Lopp                           | Häst             | Kusk / Ryttare         | Lopptyp |
| ---- | ------------------------------ | ---------------- | ---------------------- | ------- |
| 2000 | Gran Premio Freccia d'Europa   | Mapleton         | Wilhelm Paal           | Grupp 1 |
| 2002 | Oslo Grand Prix                | Brads Photo      | Wilhelm Paal           | Grupp 1 |
| 2005 | Derby italiano di trotto       | Fairbank Gi      | Giuseppe Pietro Maisto | Grupp 1 |
| 2005 | Kymi Grand Prix                | Prime Prospect   | Andrea Guzzinati       | Grupp 1 |
| 2005 | Gran Premio Orsi Mangelli      | Fairbank Gi      | Giuseppe Pietro Maisto | Grupp 1 |
| 2005 | Gran Premio delle Nazioni      | Lets Go          | Enrico Bellei          | Grupp 1 |
| 2008 | Gran Premio Allevatori         | Mania            | Jorma Kontio           | Grupp 1 |
| 2009 | Gran Premio Freccia d'Europa   | Irina            | Giampaolo Minnucci     | Grupp 1 |
| 2010 | Gran Premio Palio Dei Comuni   | Mack Grace Sm    | Tommaso di Lorenzo     | Grupp 1 |
| 2010 | Gran Premio Orsi Mangelli      | Nesta Effe       | Roberto Vecchione      | Grupp 1 |
| 2011 | Gran Premio Continentale       | Nesta Effe       | Roberto Vecchione      | Grupp 1 |
| 2011 | Gran Premio Allevatori         | Pascia' Lest     | Enrico Bellei          | Grupp 1 |
| 2012 | Europeiskt femåringschampionat | Nesta Effe       | Roberto Vecchione      | Grupp 1 |
| 2012 | Derby italiano di trotto       | Pascia' Lest     | Enrico Bellei          | Grupp 1 |
| 2013 | Prix d'Etain Royal             | Nesta Effe       | Roberto Vecchione      | Grupp 1 |
| 2013 | Finlandialoppet                | Nesta Effe       | Roberto Vecchione      | Grupp 1 |
| 2013 | Fyraåringseliten               | Pascia' Lest     | Enrico Bellei          | Grupp 2 |
| 2015 | Sweden Cup                     | Ringostarr Treb  | Wilhelm Paal           | Grupp 2 |
| 2015 | Gran Premio Duomo              | Pacha dei Greppi | Antonio Greppi         | Grupp 2 |
| 2015 | Derby italiano di trotto       | Testimonial Ok   | Enrico Bellei          | Grupp 1 |
| 2016 | Gran Premio Freccia d'Europa   | Ringostarr Treb  | Roberto Vecchione      | Grupp 1 |
| 2017 | Montéeliten                    | Silverado Lux    | Romain Derieux         | Grupp 2 |
| 2018 | Gran Premio delle Nazioni      | Uragano Trebi'   | Roberto Vecchione      | Grupp 1 |
| 2019 | Gran Premio d'Europa           | Zacon Gio        | Roberto Vecchione      | Grupp 1 |
| 2019 | International Trot             | Zacon Gio        | Roberto Vecchione      | -       |
| 2020 | Gran Premio Lotteria           | Zacon Gio        | Roberto Vecchione      | Grupp 1 |
| 2020 | Gran Premio Nazionale          | Barbaresco Grif  | Enrico Bellei          | Grupp 1 |
| 2020 | Gran Premio Palio Dei Comuni   | Chief Orlando    | Vincenzo Gallo         | Grupp 1 |
| 2020 | Derby italiano di trotto       | Bleff Dipa       | Roberto Vecchione      | Grupp 1 |